# Xanthorrhoea media
Xanthorrhoea media är en grästrädsväxtart som beskrevs av Robert Brown. Xanthorrhoea media ingår i släktet Xanthorrhoea och familjen grästrädsväxter. Inga underarter finns listade i Catalogue of Life.

## Bildgalleri

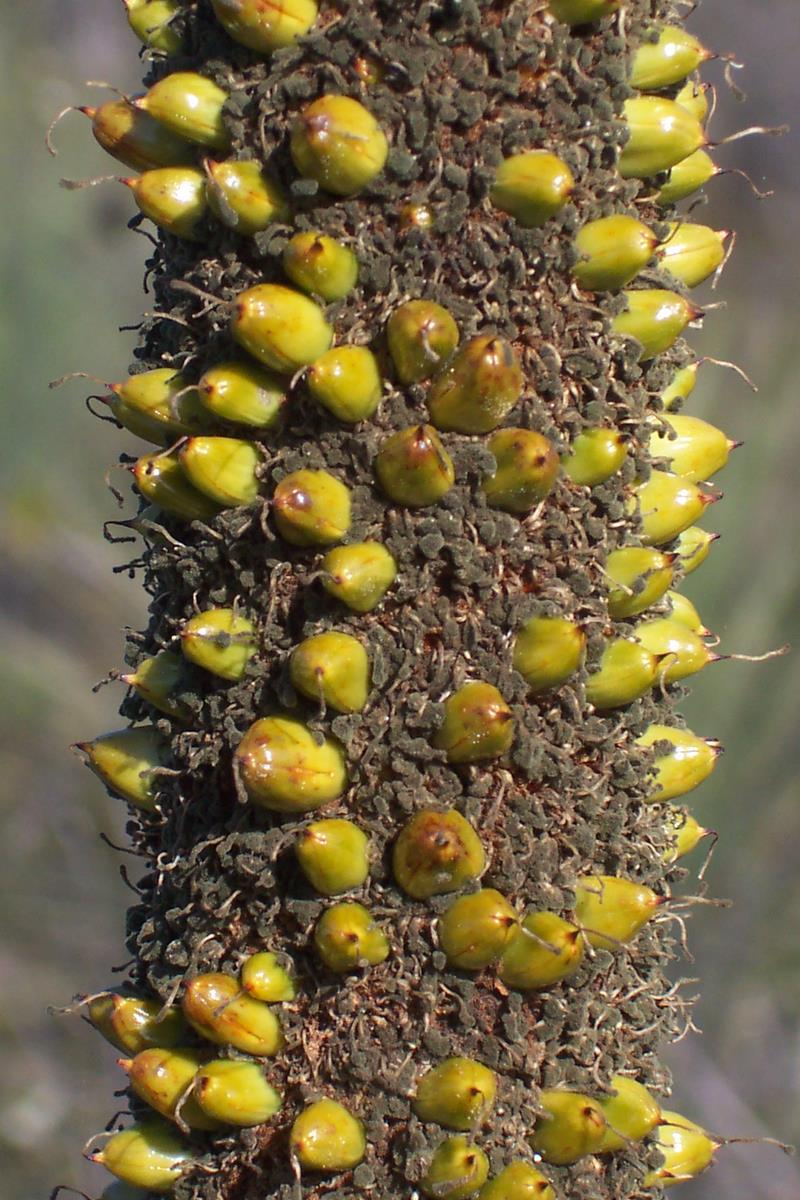